# Vilja Toomast
Vilja Toomast z domu Laanaru (ur. 15 sierpnia 1962 w Antsli) – estońska polityk i psycholog, posłanka, od 2009 do 2014 deputowana do Parlamentu Europejskiego.

## Życiorys
Ukończyła w 1985 psychologię na Uniwersytecie w Tartu. Trzy lata później została absolwentką studiów podyplomowych w Instytucie Patologii Ogólnej i Molekularnej. Do 1990 pracowała jako psycholog w sektorze prywatnym. Od 1990 do 2002 była redaktorem naczelnym i dyrektorem wykonawczym różnych czasopism.
W 1990 wchodziła w skład rady Ludowego Frontu. W latach 1990–1992 pracowała także jako asystentka Edgara Savisaara, ówczesnego premiera Estonii. Pełniła później funkcję asystenta jednego z posłów oraz doradcy ministra spraw wewnętrznych, a także urzędnika w administracji Tallinna. W 1997 wstąpiła do kierowanej przez swojego męża Estońskiej Partii Centrum.
W 1999 została radną miejską Tallinna. Od 2003 do 2009 w dwóch kadencjach sprawowała mandat posłanki do Zgromadzenia Państwowego (Riigikogu). W wyborach w 2009 kandydowała z listy Partii Centrum posłanką do Parlamentu Europejskiego. Do PE dostała się po rezygnacji Edgara Savisaara z objęcia mandatu. Przystąpiła do grupy Porozumienia Liberałów i Demokratów na rzecz Europy oraz Komisji Transportu i Turystyki. 9 kwietnia 2012 ogłosiła decyzję o opuszczeniu Partii Centrum. W czerwcu 2013 została członkinią Partii Reform. W 2014 nie uzyskała reelekcji do PE. W wyborach krajowych w 2015 nie uzyskała mandatu, objęła go jednak wkrótce po rozpoczęciu kadencji w miejsce jednego z nowo powołanych ministrów (wykonując go z przerwą w latach 2016–2018). Zasiadła później ponownie w radzie miejskiej estońskiej stolicy. W 2019 i 2023 była wybierana do Riigikogu kolejnych kadencji.
Stanęła także na czele Estońskiej Federacji Siatkówki. Odznaczona Orderem Herbu Państwowego IV klasy. Od 1996 była żoną Edgara Savisaara (nosiła nazwisko Savisaar-Toomast), z którym rozwiodła się w 2009.